# 魯姆蘇丹國
罗姆蘇丹國（波斯語：‎），宋代稱蘆眉國，為在安那托利亞的塞爾柱帝國延續政權，在1077年至1307年間統治安那托利亞内陆大部分区域，初時的首都在伊茲尼克，及後在科尼亚。罗姆蘇丹國宮廷的流動性強，故開塞利、錫瓦斯等城市也扮演著首都的角色。在東面，罗姆蘇丹國逐步吞并、整合其它的突厥國家。在罗姆蘇丹國最強盛時，領土橫跨地中海安塔利亞及阿拉尼亞一線至黑海錫諾普地區的安那托利亞中部领土東至凡湖，西端接近代尼兹利及愛琴海流域，後因政权衰落成為伊兒汗國的附庸。
罗姆（Rûm）出自阿拉伯语，指安纳托利亚，后来在阿拉伯语及伊斯兰世界指羅馬帝國，亦即后来的希腊化的拜占庭帝国。塞爾柱人称他們的蘇丹國為罗姆是因為蘇丹國建立在長久以來属于拜占庭帝國的地區。在一些較古老的西方文獻裡，罗姆蘇丹國有時被稱為科尼亞蘇丹國或以哥念蘇丹國。
十二世紀末及十三世紀初，罗姆蘇丹國興盛，佔領了拜占庭帝國在地中海及黑海的重要港口。在安那托利亞，罗姆苏丹通過建立商隊驛站鼓勵通商，便利了貨物由伊朗及中亞運往港口，還與熱那亞人建立了穩健的貿易關係。財富的累積使罗姆蘇丹國得以併吞曼齐克特战役以後建立的諸多突厥國家，如达尼什曼德王朝、門居切克、薩爾圖克盧、阿爾圖格王朝。罗姆蘇丹成功抵受十字軍的攻擊，但在1243年被蒙古人打败，在此之前塞尔柱帝国已经灭亡，罗姆苏丹国成為了伊兒汗國的附庸。即使有一些精明强干的統治者為维护国家的统一而努力，但罗姆蘇丹國还是在十三世紀末分崩离析，並在十四世紀徹底消失。
在罗姆蘇丹國統治的最後十年裡，領土内許多安纳托利亚侯国的領袖宣布独立，其中包括由奥斯曼一世建立的奥斯曼侯國。其地位最终被奥斯曼人崛起后的奥斯曼帝国所取代。

## 建立
塞爾柱帝國的前王位候選人库塔尔米什的儿子，同時是馬利克沙阿的遠親蘇萊曼沙阿一世在1070年代掌控安纳托利亚西部。1075年，他佔領拜占庭帝國的尼科米底亞。兩年後，他自稱為塞爾柱蘇丹，在伊茲尼克建都，建立罗姆蘇丹國。
1086年，蘇萊曼在安條克附近被敍利亞的塞爾柱統治者突突什一世所殺，蘇萊曼的兒子基利傑阿爾斯蘭一世被囚禁。馬里克沙阿在1092年逝世，基利傑阿爾斯蘭一世被釋放，他馬上在父親統治的地區建立勢力。基利傑阿爾斯蘭一世最終被第一次十字軍東征擊敗，被趕到安纳托利亚中南部，他在那裡恢复國家，以科尼亚為都。1107年，他向東冒進，攻佔摩蘇爾，但同年，他在與梅利克·沙阿一世之子也是下一任塞尔柱苏丹穆罕默德一世作戰時死亡。
與此同時，另一個塞爾柱人馬立克沙攻佔科尼亞并自称罗姆苏丹。1116年，基利傑阿爾斯蘭一世的兒子梅蘇德一世在達尼什曼德王朝的協助下重奪科尼亞。1156年梅蘇德一世逝世時，蘇丹國已控制接近整個安纳托利亚中部。梅蘇德一世的兒子基利傑阿爾斯蘭二世佔領達尼什曼德的錫瓦斯、馬拉蒂亞附近的地區。在1176年的密列奧塞法隆戰役，基利傑阿爾斯蘭二世擊敗拜占庭皇帝曼努埃爾一世的帝國军队，却没有對拜占庭帝國在安纳托利亚的勢力造成嚴重冲击，拜占庭军队在第二年的门德雷斯河谷战役几乎全歼罗姆苏丹国部队。科尼亞在1190年被第三次十字軍中来自神聖羅馬帝國十字军暫時佔領，后来罗姆蘇丹國迅速收復科尼亞，並鞏固其勢力。

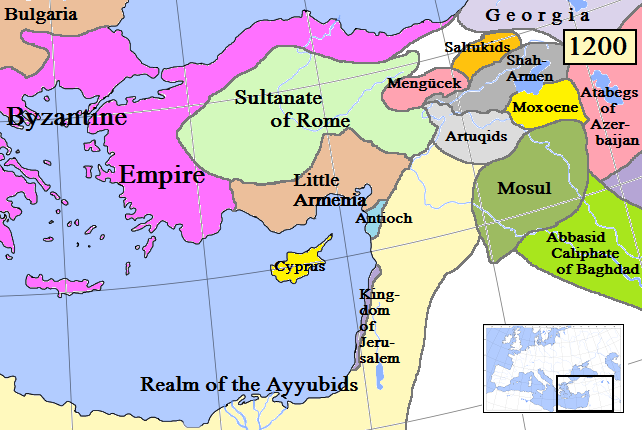
1200年左右的罗姆蘇丹國及周邊地區形勢。

塞爾柱帝國最後一位蘇丹圖格里爾三世在1194年被杀，罗姆苏丹国成為唯一的突厥人国家。凱霍斯魯一世在1205年奪回十字軍控制的科尼亞。在凱霍斯魯一世及其繼承者凱考斯一世、凱庫巴德一世統治下，罗姆苏丹国的勢力在安纳托利亚達致極盛。凱霍斯魯一世最大的成就是在1207年奪取地中海海岸的安塔利亞，但在试图扶植阿莱克修斯三世复位而进攻尼西亚帝国时遭到了挫败。他的兒子凱考斯一世則在1214年攻克錫諾普，特拉布宗帝國臣服。后来他又灭亡了奇里乞亚亚美尼亚王国，但在1218年被迫將阿勒頗交給阿尤布王朝埃及苏丹卡米勒。凱庫巴德一世繼續在1221年至1225年攻略地中海沿岸。1220年代，他派遣遠征軍渡過黑海到克里米亞。在東面，他擊敗門居切克，開始向阿爾圖格王朝施壓。

## 沒落

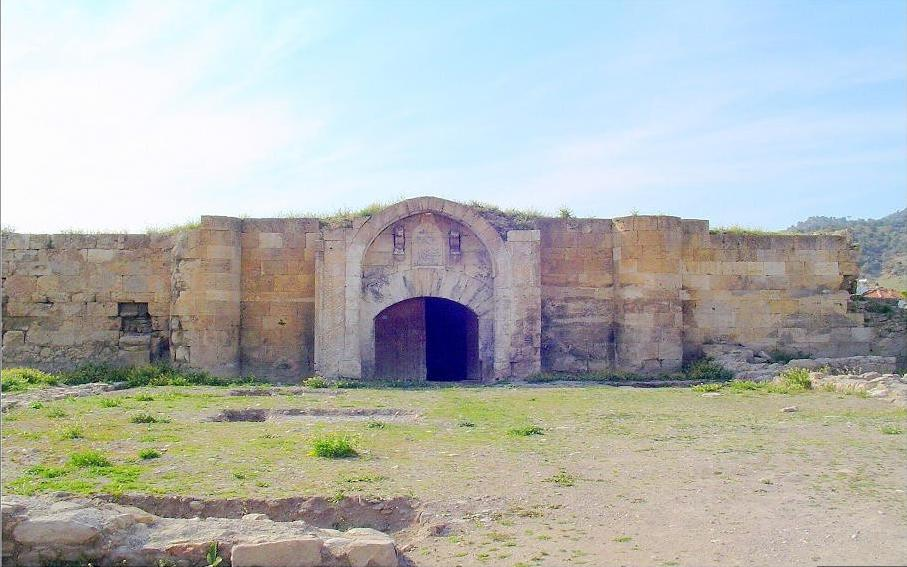
恰爾達克的商隊旅館

凱霍斯魯二世攻克迪亞巴克爾附近的地區，他在1239年須面對頗有聲望的傳道者巴巴·伊沙克領導的暴動。三年後，暴動被壓制，但罗姆蘇丹國喪失了在克里米亞的立足點，其國家及其軍隊被削弱。在這種情況下，還要應付更為危險的威脅，那就是正在进行第三次西征的蒙古人。蒙古帝國的軍隊在1242年攻佔埃爾祖魯姆。1243年，凱霍斯魯二世在克塞山戰役（克塞山位於錫瓦斯與埃爾津詹之間）大败于蒙古大將拜住。此後，塞爾柱突厥人只得順從蒙古人，並逐漸淪為蒙古人日後在波斯建立的伊兒汗國的附庸。凱霍斯魯二世兵敗後逃到安塔利亞，在1246年逝世。
凱霍斯魯二世之死导致了国家分裂，
國土被凱霍斯魯二世的三名兒子瓜分。長子凱考斯二世取得克澤爾河以西地區的統治權。他的弟弟基利傑阿爾斯蘭四世及凱庫巴德二世在蒙古人的監督下統治克澤爾河以東的區域。1256年10月，蒙古大將拜住在阿克薩賴附近擊敗凱考斯二世，安纳托利亚落入伊兒汗國手上。1260年，凱考斯二世由科尼亞逃到克里米亞，在1279年逝世。基利傑阿爾斯蘭四世在1266年被處死，凱霍斯魯三世成為安纳托利亚名義上的統治者，實權則由伊兒汗国或监国行使。

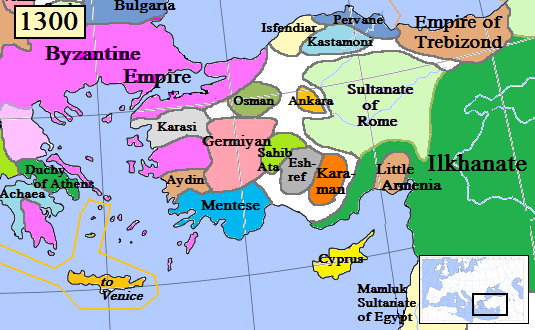
衰落中的罗姆蘇丹國成為伊兒汗國 (深绿色)的附庸，不受苏丹控制的独立安纳托利亚侯国开始在1300年前后出現。

國家開始分裂成多個小安纳托利亚侯国，這些小侯國們逐漸脫離蒙古人（伊兒汗国）及罗姆苏丹的控制。1277年，埃及的馬木留克蘇丹拜巴爾一世響應一些安纳托利亚侯国即安纳托利亚當地勢力的求援，擊敗蒙古人，使伊兒汗國暂时失去了对安纳托利亚大部分地区的控制。但請求馬木留克人來到安纳托利亚的安纳托利亚侯国們沒有表示防禦的需求，后来馬木留克军队返回埃及，伊兒汗国再度控制了安纳托利亚。
凱霍斯魯三世的統治接近結束時，他只能對科尼亞附近行使主權。只有一些安纳托利亚侯国以及安纳托利亚的塞爾柱突厥統治者依然承認科尼亞蘇丹的主權，他們仍以蘇丹的名義念呼圖白。蘇丹也繼續稱他們為「伊斯蘭的驕傲」。凱霍斯魯三世在1284年被處死，羅姆蘇丹國遭受了另一次內部鬥爭的打擊，直至1303年，凱考斯二世的兒子梅蘇德二世確立為蘇丹。1308年，梅蘇德二世被謀殺，他的兒子梅蘇德三世在稍後亦被殺。一名王朝遠親暫時成為科尼亞的统治者，但在1328年，他被卡拉曼侯國擊敗，他的領土被吞并。罗姆蘇丹國的貨幣影響力仍持續一段時間，其貨幣被視為有可靠的價值，繼續在十四世紀流通使用，包括奧斯曼人也使用這些貨幣。

## 藝術建築

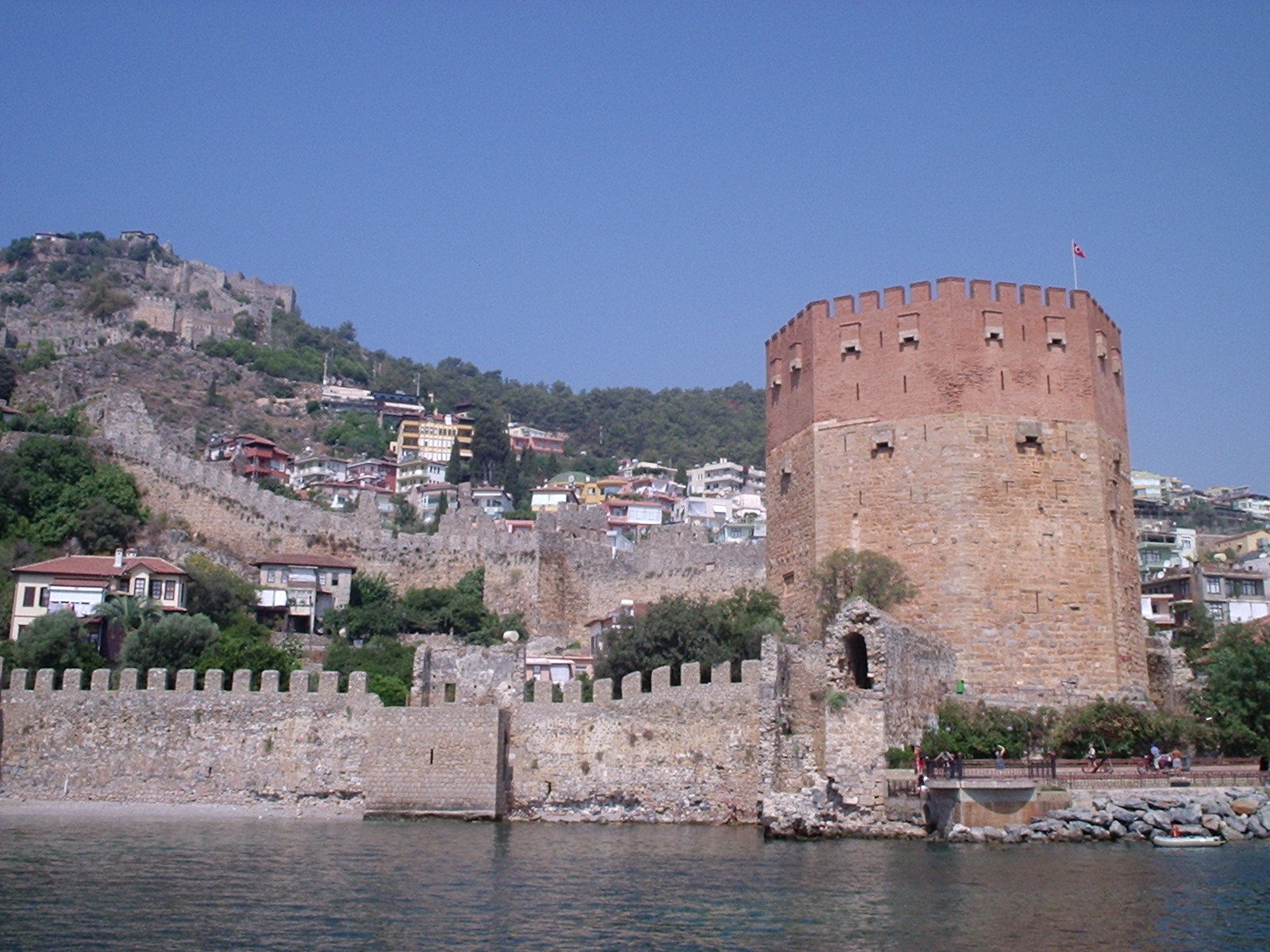
凱庫巴德一世在1221年至1226年間於阿拉尼亞建造的克孜勒庫萊（紅堡）。

在十二世紀及十三世紀十字軍東征之後、蒙古人入侵之前的安纳托利亚繁華昌盛，傑出的建築及裝潢藝術表明了這一點。
商隊用作住宿、貿易中途站的商隊驛站在塞爾柱帝國時期被大量建造，特別受人注目。在伊斯蘭建築歷史裡，這些商隊驛站是最為獨特及最令人留下深刻印象的建築之一。
最大的商隊驛站是在科尼亞與阿克薩賴路上的蘇丹汗，位於阿克薩賴的小鎮蘇丹哈訥，建於1229年，總面積為3900平方米。另一所同名的商隊驛站在開塞利與錫瓦斯之間。除了蘇丹哈訥，土耳其還有五個城鎮以商隊驛站的名字命名，坎加爾、杜拉安、海基姆漢、卡登哈訥及代尼茲利的阿克汗都有名為阿拉賈漢的驛站及小鎮。海基姆漢的驛站卻有著獨特的阿拉伯語題銘，提及到關於驛站的歷史，另外還有兩個以亞美尼亞語及敍利亞語寫成的題銘。該驛站是由蘇丹凱庫巴德一世的醫師建成，他原本是基督徒，後來改信伊斯蘭教。另外較為特別的還有靠近阿拉賈的考萊希薩爾聚居地，由塞爾柱的指揮官許薩姆丁·泰穆爾盧在克塞山戰役戰敗逃難至此建立的，他建立了一個包含城堡、學校、住宅區及商隊驛站的小鎮，小鎮在約十六世紀被廢棄。到1960年代，小鎮的商隊驛站被美術史學家、鄂圖曼考古學家奧克塔伊·阿斯拉納帕發現，同時又發現了大量文獻證實了聚居地的存在，例如1463年的敕令指示學校校長不要租出學校的房間，而是租出商隊驛站的房間。

## 苏丹列表
關於蘇丹的名號，形式有所差異，而拼法也因來源的不同而有所變化，一些則用阿拉伯字母受波斯語影響的變體，又或對應現代土耳其語語言學及拼字法的翻譯。一些蘇丹有兩個名字，分別使用在他們的遺產裡。如阿拉丁·凱庫巴德一世所建的兩所皇宮分別名為庫巴達巴德宮及庫巴達巴德迪葉宮，又將科尼亞的清真寺名為阿拉丁清真寺，稱港口城市阿拉尼亞為阿萊耶。同樣地，凱霍斯魯一世在開塞利所建、獻給格芙赫爾·內西貝的學校被名為基耶斯葉學校。凱考斯一世在錫瓦斯所建的學校稱為伊茲迪葉學校。
| 蘇丹               | 統治年期      | 註解                                                           |
| ------------------ | ------------- | -------------------------------------------------------------- |
| 庫塔爾米什         | 1060年-1064年 | 與阿尔普·阿尔斯兰競爭塞爾柱帝国苏丹，失败后被后者处死。        |
| 蘇萊曼沙阿一世     | 1077年-1086年 | 在伊茲尼克建都，罗姆苏丹国的实际建立者。                       |
| 基利傑阿爾斯蘭一世 | 1092年-1107年 | 在科尼亞的首位蘇丹                                             |
| 馬立克沙           | 1107年-1116年 |                                                                |
| 梅蘇德一世         | 1116年-1156年 |                                                                |
| 基利傑阿爾斯蘭二世 | 1156年-1192年 |                                                                |
| 凱霍斯魯一世       | 1192年-1196年 | 第一次統治                                                     |
| 蘇萊曼沙阿二世     | 1196年-1204年 |                                                                |
| 基利傑阿爾斯蘭三世 | 1204年-1205年 |                                                                |
| 凱霍斯魯一世       | 1205年-1211年 | 第二次統治                                                     |
| 凱考斯一世         | 1211年-1220年 |                                                                |
| 凱庫巴德一世       | 1220年-1237年 |                                                                |
| 凱霍斯魯二世       | 1237年-1246年 | 他去世後，蘇丹國分裂，直至基利傑阿爾斯蘭四世成為唯一的統治者。 |
| 凱考斯二世         | 1246年-1260年 |                                                                |
| 基利傑阿爾斯蘭四世 | 1248年-1265年 |                                                                |
| 凱庫巴德二世       | 1249年-1257年 |                                                                |
| 凱霍斯魯三世       | 1265年-1284年 |                                                                |
| 梅蘇德二世         | 1284年-1296年 | 第一次統治                                                     |
| 凱庫巴德三世       | 1298年-1302年 |                                                                |
| 梅蘇德二世         | 1303年-1308年 | 第二次統治                                                     |

## 延伸阅读
[在维基数据编辑]
 《新元史/卷255》，出自柯劭忞《新元史》

## 资料来源
- Peter N. Stearns、William Leonard Langer. . Houghton Mifflin Harcourt. 2001年. ISBN 0395652375 （英语）.
- Peter Malcolm Holt、Ann K. S. Lambton、Bernard Lewis. . 第1集. Cambridge University Press. 1977年. ISBN 0521291356 （英语）.
- John Bagnell Bury. . 第4冊. The University Press. 1964年 （英语）.
- Pat Yale、Jean-Bernard Carillet、Virginia Maxwell. . Lonely Planet. 2005年. ISBN 1740596838 （英语）.
- E. J. van Donzel. . BRILL. 1994年. ISBN 9004097384 （英语）.
- Bosworth, C. E. . Edinburgh University Press. 2004.
- Bektaş, Cengiz. . 1999 （土耳其语及英语）.